# Vincenzo Amato (Künstler)
Vincenzo Amato (* 30. März 1966 in Palermo) ist ein italienischer Bildhauer und Schauspieler. 

## Leben
1986 ging er für einige Jahre nach Rom, 1993 wanderte er in die USA aus und ließ sich in New York nieder. Dort arbeitet er als Bildhauer. Seine Werke, vorwiegend aus Metall, wurden bisher in New Yorker Galerien, aber auch in Mailand, Rom und Palermo gezeigt. 
Nebenher betätigt er sich immer wieder als Schauspieler. Kurz nach seiner Ankunft in New York lernte er den Regisseur Emanuele Crialese kennen, in dessen Filmen er Hauptrollen übernahm und mit dem ihn bis heute eine enge Freundschaft verbindet. 1999 erhielt er die Auszeichnung als bester Schauspieler bei den Internationalen Filmfestspielen in Brüssel für den Film Once we were strangers.

## Filmografie (Auswahl)
- 1997: Once we were strangers
- 2002: Ciao America
- 2002: Lampedusa (Respiro)
- 2006: Golden Door (Nuovomondo)
- 2009: Haben Sie das von den Morgans gehört? (Did you hear about the Morgans?)
- 2012: Damages – Im Netz der Macht (Damages, Fernsehserie, 1 Folge)
- 2013: Liebe und andere Turbulenzen (Girl on a Bicycle)
- 2013: Good Wife (Fernsehserie, 1 Folge)
- 2014: Unbroken
- 2017: Ab heute sind wir ehrlich (L’ora legale)
- 2017: Sicilian Ghost Story
- 2018: Unbroken: Weg der Vergebung (Unbroken: Path to Redemption)
- 2018: Instinct (Fernsehserie, 1 Folge)
- 2018: American Crime Story (Fernsehserie, 1 Folge)
- 2022: L’immensità – Meine fantastische Mutter (L’immensità)
- 2023: Maestro